# Ángel Gracia
Ángel Gracia (n. Pedernales, Ecuador; 30 de mayo de 1989) es un futbolista ecuatoriano. Juega de defensa y su equipo actual es Mushuc Runa de la Serie A de Ecuador.

## Trayectoria
Sus inicios fueron en "Fedeguayas" donde realizó las categorías formativas.
De allí tuvo pasos por clubes como: Panamá, Patria, Huaquillas Fútbol Club y Orense. Para 2014 llegó a River Ecuador que en ese entonces disputaba la Serie B de Ecuador donde estuvo destacadas actuaciones que hicieron que a mitad de año fuera contratado por Liga de Loja, llegando a tener su debut en la Serie A. En su primera temporada con la garra del oso jugó 15 de los 44 partidos, la misma cantidad que la temporada siguiente pero con la anotación de un gol, siendo el primero en la serie de privilegio del fútbol ecuatoriano.
En el 2015 pasó a Fuerza Amarilla de la Serie B y con el cual asciende a Serie A en calidad de subcampeón, además en ese club tuvo la oportunidad de participar en torneos internacionales, al disputar su equipo la Copa Sudamericana 2017 en la cual fue eliminado en la primera fase ante Santa Fe de Colombia. En ese mismo año, 2017, tuvo la mayor cantidad de goles anotados en primera división, al anotar cinco goles en treinta y dos partidos jugados.
Al año siguiente fue traspasado a El Nacional donde nuevamente participó en la Copa Sudamericana, mientras que en el campeonato local volvió a repetir la cifra de goles anotados que en su equipo anterior solo con la diferencia de treinta y cuatro partidos jugados.
Para 2019 recaló en Aucas dónde jugó la Serie A de Ecuador 2019 en 13 ocasiones y marcando un gol, quedando en séptima posición, también jugó la Copa Ecuador 2018-19 dónde cayeron en cuartos de final por penales (5-4) contra el futuro campeón del torneo Liga Deportiva Universitaria.
Para la siguiente temporada llegó a Guayaquil City. Anotó el primer gol con el equipo ciudadano el 7 de noviembre en la victoria de su equipo 4-2 ante Aucas, mientras que su segundo gol lo hizo el 6 de diciembre a Liga de Portoviejo en el partido ganado 3-1 en condición de local. Al final de la temporada con los ciudadanos disputó trece partidos y anotó dos goles.
En 2021 fue fichado por Emelec, donde permaneció durante dos temporadas. En el primer año logró el subcampeonato de la Serie A de Ecuador 2021 luego de perder la final con un global de 1-3 ante Independiente del Valle.
En 2023 regresó a Guayaquil City, permaneció hasta abril de ese año cuando rescindió su contrato de mutuo acuerdo.
Días después de su salida del city fichó por Grecia de Chone, equipo manabita de la Segunda Categoría.

## Estadísticas

### Clubes
Actualizado al último partido disputado el 19 de agosto de 2025.
| Club                         | Temporada     | Liga  | Liga  | Copas nacionales | Copas nacionales | Copas internacionales | Copas internacionales | Total | Total |
| Club                         | Temporada     | Part. | Goles | Part.            | Goles            | Part.                 | Goles                 | Part. | Goles |
| ---------------------------- | ------------- | ----- | ----- | ---------------- | ---------------- | --------------------- | --------------------- | ----- | ----- |
| Fedeguayas · Ecuador         | 2009          | 7     | 2     | -                | -                | -                     | -                     | 7     | 2     |
| Fedeguayas · Ecuador         | Total club    | 7     | 2     | -                | -                | -                     | -                     | 7     | 2     |
| Panamá S. C. · Ecuador       | 2010          | 18    | 1     | -                | -                | -                     | -                     | 18    | 1     |
| Panamá S. C. · Ecuador       | Total club    | 18    | 1     | -                | -                | -                     | -                     | 18    | 1     |
| C. S. Patria · Ecuador       | 2011          | 12    | 2     | -                | -                | -                     | -                     | 12    | 2     |
| C. S. Patria · Ecuador       | Total club    | 12    | 2     | -                | -                | -                     | -                     | 12    | 2     |
| Huaquillas F. C. · Ecuador   | 2012          | 8     | 4     | -                | -                | -                     | -                     | 8     | 4     |
| Huaquillas F. C. · Ecuador   | Total club    | 8     | 4     | -                | -                | -                     | -                     | 8     | 4     |
| Orense · Ecuador             | 2013          | 35    | 1     | -                | -                | -                     | -                     | 35    | 1     |
| Orense · Ecuador             | Total club    | 35    | 1     | -                | -                | -                     | -                     | 35    | 1     |
| River Ecuador · Ecuador      | 2014          | 22    | 1     | -                | -                | -                     | -                     | 22    | 1     |
| River Ecuador · Ecuador      | Total club    | 22    | 1     | -                | -                | -                     | -                     | 22    | 1     |
| Liga de Loja · Ecuador       | 2014          | 15    | 0     | -                | -                | -                     | -                     | 15    | 0     |
| Liga de Loja · Ecuador       | 2015          | 15    | 1     | -                | -                | -                     | -                     | 15    | 1     |
| Liga de Loja · Ecuador       | Total club    | 30    | 1     | -                | -                | -                     | -                     | 30    | 1     |
| Fuerza Amarilla · Ecuador    | 2015          | 17    | 5     | -                | -                | -                     | -                     | 17    | 5     |
| Fuerza Amarilla · Ecuador    | 2016          | 28    | 1     | -                | -                | -                     | -                     | 28    | 1     |
| Fuerza Amarilla · Ecuador    | 2017          | 32    | 5     | -                | -                | 4                     | 0                     | 36    | 5     |
| Fuerza Amarilla · Ecuador    | Total club    | 77    | 11    | -                | -                | 4                     | 0                     | 81    | 11    |
| El Nacional · Ecuador        | 2018          | 33    | 5     | -                | -                | 3                     | 0                     | 36    | 5     |
| Aucas · Ecuador              | 2019          | 19    | 1     | 3                | 0                | -                     | -                     | 22    | 1     |
| Aucas · Ecuador              | Total club    | 19    | 1     | 3                | 0                | -                     | -                     | 22    | 1     |
| Guayaquil City · Ecuador     | 2020          | 27    | 3     | 0                | 0                | -                     | -                     | 27    | 3     |
| Emelec · Ecuador             | 2021          | 20    | 1     | 1                | 0                | 5                     | 0                     | 26    | 1     |
| Emelec · Ecuador             | 2022          | 13    | 0     | 2                | 0                | 4                     | 0                     | 19    | 0     |
| Emelec · Ecuador             | Total club    | 33    | 1     | 3                | 0                | 9                     | 0                     | 45    | 1     |
| Guayaquil City · Ecuador     | 2023          | 3     | 0     | 0                | 0                | -                     | -                     | 3     | 0     |
| Guayaquil City · Ecuador     | Total club    | 30    | 3     | 0                | 0                | -                     | -                     | 30    | 3     |
| Grecia · Ecuador             | 2023          | 8     | 5     | -                | -                | -                     | -                     | 8     | 5     |
| Grecia · Ecuador             | Total club    | 8     | 5     | 0                | 0                | 0                     | 0                     | 8     | 5     |
| 9 de Octubre F. C. · Ecuador | 2023          | 15    | 1     | -                | -                | -                     | -                     | 15    | 1     |
| 9 de Octubre F. C. · Ecuador | Total club    | 15    | 1     | 0                | 0                | 0                     | 0                     | 15    | 1     |
| El Nacional · Ecuador        | 2024          | 5     | 0     | 0                | 0                | 2                     | 0                     | 7     | 0     |
| El Nacional · Ecuador        | Total club    | 38    | 5     | 0                | 0                | 5                     | 0                     | 43    | 5     |
| Mushuc Runa · Ecuador        | 2024          | 15    | 4     | 3                | 1                | -                     | -                     | 18    | 5     |
| Mushuc Runa · Ecuador        | 2025          | 16    | 2     | 0                | 0                | 7                     | 0                     | 23    | 2     |
| Mushuc Runa · Ecuador        | Total club    | 31    | 6     | 3                | 1                | 7                     | 0                     | 41    | 7     |
| Total carrera                | Total carrera | 383   | 45    | 9                | 1                | 25                    | 0                     | 417   | 46    |
| 1. 2.                        |               |       |       |                  |                  |                       |                       |       |       |

## Palmarés

### Distinciones individuales
| Distinción                                      | Año  |
| ----------------------------------------------- | ---- |
| Parte del 11 ideal en las finales de la LigaPro | 2021 |